# Lijst van psychologen
Deze lijst van psychologen bevat de namen van psychologen, of wetenschappers uit andere disciplines die voor de psychologie van belang zijn geweest.

## A
- Adler, Alfred
- Ainslie, George
- Allport, Gordon
- Asch, Solomon
- Assagioli, Roberto

## B
- Bandura, Albert
- Bar-On, Reuven
- Bartlett, Frederic
- Belsky, Jay
- Bettelheim, Bruno
- Biegel, Rebekka
- Binet, Alfred
- Blom, Sarah
- Bosch, Ingeborg
- Breuer, Josef
- Broadbent, Donald
- Bühler, Karl
- Buuren, Stef van
- Buzan, Tony

## C
- Caluwé, Léon de
- Cattel, Raymond Bernard
- Chomsky, Noam
- Crombag, Hans
- Claparède, Édouard
- Cronbach, Lee
- Cutler, Anne

## D
- Damasio, Antonio
- Dehaene Stanislas
- Dewey, John
- Diekstra, René
- Draaisma, Douwe
- Drenth Piet
- Dijkstra, Wil

## E
- Ellis, Albert
- Erikson, Erik
- Eijnatten, Frans van
- Eysenck, Hans

## F
- Fechner, Gustav Theodor
- Festinger, Leon
- Flournoy, Théodore
- von Franz, Marie-Louise
- Freud, Sigmund
- Freud, Anna
- Frijda, Nico
- Fromm, Erich

## G
- Gall, Franz Joseph
- Galperin, Pjotr Jakowlewicz
- García Coll, Cynthia
- Gazzaniga, Michael
- Gibson, James
- Glaser, Werner Wolf
- Goebel, Rainer
- Goleman, Daniel
- Griend, Pieter van de
- Groot, Adriaan de

## H
- Hall, Granville Stanley
- Hayes, Steven
- Herbart, Johann Friedrich
- Herzberg, Frederick
- Hermans, Hubert
- Heymans, Gerard
- Marie-France Hirigoyen
- Hoefnagels, Peter
- Hofstee, Willem
- Hoijtink, Herbert

## J
- James, William
- Janssen, Robert
- Jung, Carl Gustav
- Jurriaans, Henk

## K
- Kahneman, Daniel
- Keirse, Manu
- Kloot, Willem van der
- Koffka, Kurt
- Kohlberg, Lawrence
- Kohnstamm, Dolph
- Kok, Albert
- Koops, Willem
- Koppen, Peter van
- Kornfield, Jack
- Köhler, Wolfgang
- Kosslyn, Stephen

## L
- Lacan, Jacques
- Lashley, Karl
- Leary, Timothy
- LeDoux, Joseph
- Leeuw, Edith de
- Lennep, D.J. van
- Lensvelt-Mulders, Gerty
- Levelt, Willem
- Lewin, Kurt
- Goedele Liekens
- Johannes Linschoten
- Licklider, Joseph Carl Robnett
- Loeria, Aleksandr

## M
- Maslow, Abraham
- McGurk, Harry
- McGraw, Phil (Dr.Phil)
- Mellenbergh, Don
- Mervielde, Ivan
- Meulman, Jacqueline
- Michotte, Albert
- Milgram, Stanley
- Mindell, Arnold

## N
- Neisser, Ulrich
- Nuttin, Joseph
- Nuttin, Jozef

## P
- Pavlov, Ivan
- Penfield, Wilder
- Perel, Esther
- Piaget, Jean
- Pinker, Steven
- Posner, Michael
- Praag, Henri van
- Luning Prak, Jacob

## R
- Rachlin, Howard
- Rescorla, Robert
- Roels, Franciscus
- Rogers, Carl
- Rolls, Edmund
- Rorschach, Hermann
- Révész, Géza
- Ryckaert, Leen

## S
- Sanders, Andries
- Schacter, Daniel
- Shanon, Benny
- Simon, Herbert
- Skinner, Burrhus
- Smith, Hélène
- Soudijn, Karel
- Spearman, Charles
- Sperry, Roger
- Spurzheim, Johann
- Sternber, Robert
- Sternberg, Saul

## T
- Tenhaeff, Wilhelm
- Thiéry, Armand
- Thorndike, Edward Lee
- Tilburg, Willem van
- Titchener, Edward Bradford
- Treisman, Anne

## V
- Vergote, Antoon
- Vroom Victor
- Vroon, Piet
- Vygotski, Lev

## W
- Wagenaar, Willem Albert
- Weber, Ernst Heinrich
- Wagner, Allen
- Watson, John Broadus
- White, Michael
- Wundt, Wilhelm

## X Y Z
- Zimbardo, Philip
- Zorag, George